# Rubtsovsk
Rubtsovsk (en rus: Рубцовск) és una ciutat del krai de l'Altai, a Rússia.

## Història
Es fundà un poble el 1886 al mateix emplaçament amb el nom de Rubtsovo, nom en homenatge al camperol Mikhaïl Rubtsov, que havia vingut del govern de Samara amb altres vilatans. Rebé l'estatus de ciutat el 1927 així com el seu nom actual.
Durant la Segona Guerra Mundial, Rubtsovsk s'industrialitzà a partir dels equipaments i personals evacuats el 1941 de dues fàbriques d'Ucraïna: la fàbrica de tractors de Khàrkov i la fàbrica de màquines agrícoles «Revolució d'Octubre» d'Odessa, que produïren aleshores equipaments militars.

## Geografia
Rubtsovsk es troba al sud-oest de Sibèria, sobre el riu Alei, un afluent de l'Obi, a 137 km al nord-est de Semei, al Kazakhstan, a 267 km al sud-oest de Barnaül i a 2.867 km a l'est de Moscou.

### Clima
| Paràmetres climàtics mitjans de Rubtsovsk | Paràmetres climàtics mitjans de Rubtsovsk | Paràmetres climàtics mitjans de Rubtsovsk | Paràmetres climàtics mitjans de Rubtsovsk | Paràmetres climàtics mitjans de Rubtsovsk | Paràmetres climàtics mitjans de Rubtsovsk | Paràmetres climàtics mitjans de Rubtsovsk | Paràmetres climàtics mitjans de Rubtsovsk | Paràmetres climàtics mitjans de Rubtsovsk | Paràmetres climàtics mitjans de Rubtsovsk | Paràmetres climàtics mitjans de Rubtsovsk | Paràmetres climàtics mitjans de Rubtsovsk | Paràmetres climàtics mitjans de Rubtsovsk | Paràmetres climàtics mitjans de Rubtsovsk |
| Mes                                       | Gen.                                      | Feb.                                      | Mar.                                      | Abr.                                      | Mai.                                      | Jun.                                      | Jul.                                      | Ago.                                      | Set.                                      | Oct.                                      | Nov.                                      | Des.                                      | Anual                                     |
| ----------------------------------------- | ----------------------------------------- | ----------------------------------------- | ----------------------------------------- | ----------------------------------------- | ----------------------------------------- | ----------------------------------------- | ----------------------------------------- | ----------------------------------------- | ----------------------------------------- | ----------------------------------------- | ----------------------------------------- | ----------------------------------------- | ----------------------------------------- |
| Temperatura màxima registrada °C (°F)     | 4,7 (40,5)                                | 5,2 (41,4)                                | 20,4 (68,7)                               | 31,2 (88,2)                               | 37,3 (99,1)                               | 37,8 (100)                                | 40,4 (104,7)                              | 39,6 (103,3)                              | 35,6 (96,1)                               | 27,2 (81)                                 | 17,1 (62,8)                               | 7,0 (44,6)                                | 40,4 (104,7)                              |
| Temperatura mínima registrada °C (°F)     | −46,9 (−52,4)                             | −44,1 (−47,4)                             | −34,1 (−29,4)                             | −21,6 (−6,9)                              | −6,7 (19,9)                               | −1,1 (30)                                 | 2,6 (36,7)                                | 2,4 (36,3)                                | −7,5 (18,5)                               | −19,5 (−3,1)                              | −42,0 (−43,6)                             | −45,4 (−49,7)                             | −46,9 (−52,4)                             |
| Temperatura diària màxima °C (°F)         | −10,9 (12,4)                              | −8,7 (16,3)                               | −1,3 (29,7)                               | 12,2 (54)                                 | 21,4 (70,5)                               | 26,4 (79,5)                               | 27,7 (81,9)                               | 26,0 (78,8)                               | 19,7 (67,5)                               | 10,5 (50,9)                               | −0,8 (30,6)                               | −7,8 (18)                                 | 9,5 (49,1)                                |
| Temperatura diària mínima °C (°F)         | −20,2 (−4,4)                              | −19,6 (−3,3)                              | −12,3 (9,9)                               | −0,6 (30,9)                               | 6,7 (44,1)                                | 12,2 (54)                                 | 14,5 (58,1)                               | 11,9 (53,4)                               | 5,7 (42,3)                                | −0,2 (31,6)                               | −9,3 (15,3)                               | −16,9 (1,6)                               | −2,3 (27,9)                               |
| Precipitació total mm (polzades)          | 14,1 (0,6)                                | 13,7 (0,5)                                | 14,8 (0,6)                                | 21,2 (0,8)                                | 32,8 (1,3)                                | 41,6 (1,6)                                | 60,1 (2,4)                                | 35,9 (1,4)                                | 26,9 (1,1)                                | 27,3 (1,1)                                | 27,2 (1,1)                                | 18,6 (0,7)                                | 334,2 (13,2)                              |
| Font: Рубцовск погода и климат            |                                           |                                           |                                           |                                           |                                           |                                           |                                           |                                           |                                           |                                           |                                           |                                           |                                           |